# Campan

Campan este o comună în departamentul Hautes-Pyrénées din sudul Franței. În 2009 avea o populație de 1.464 de locuitori.

## Evoluția populației
| An        | 1975  | 1982  | 1990  | 1999  | 2006  | 2009  |
| --------- | ----- | ----- | ----- | ----- | ----- | ----- |
| Populație | 1.481 | 1.458 | 1.390 | 1.483 | 1.472 | 1.464 |